# Sanco 8000
Sanco 8000 (8000) је професионални рачунар фирме Sanco који је почео да се производи у Француској током 1982. године.
Користио је Z80A микропроцесорску јединицу а RAM меморија рачунара је имала капацитет од 64 KB + 4 KB генератор знакова.
Као оперативни систем кориштен је CP/M 2.2.

## Детаљни подаци
Детаљнији подаци о рачунару 8000 су дати у табели испод.
|                       |                                                                                                  |
| [ 1 ]                 |                                                                                                  |
| Произвођач            |                                                                                                  |
| Тип                   | професионални рачунар                                                                            |
| Меморија              | 64 + 4 генератор знакова                                                                         |
| Поријекло             | Француска                                                                                        |
| Година                | 1982                                                                                             |
| Тастатура             | стил писаће машине. 98 тастера са нумеричком тастатуром, тастери смјера и 15 функцијских тастера |
| Процесор              |                                                                                                  |
| Фреквенција процесора | 4                                                                                                |
| RAM                   | 64 + 4 генератор знакова                                                                         |
| ROM                   | 4 KB                                                                                             |
| Текст                 | 80 стубова x 24 линије + 1 статусна линија                                                       |
| Графика               | нема                                                                                             |
| Боја                  | једна боја, зелена                                                                               |
| Звук                  | уграђени звучник                                                                                 |
| Димензије             | 30,5 (ширина) x 30,5 (дубина) x 6,5 (висина) / 4,5                                               |
| Портови               |                                                                                                  |
| Оперативни систем     |                                                                                                  |